# Marianne Schönauer
 (novembre 2023).
Si vous disposez d'ouvrages ou d'articles de référence ou si vous connaissez des sites web de qualité traitant du thème abordé ici, merci de compléter l'article en donnant les références utiles à sa vérifiabilité et en les liant à la section « Notes et références ».
Marianne Schönauer, de son vrai nom Schifferes (née le 31 mai 1920 à Vienne, morte le 9 juillet 1997 dans la même ville) est une actrice autrichienne.

## Biographie
Marianne Schönauer étudie au Max Reinhardt Seminar et s'oriente vers le chant. Pendant ses études, elle travaille pour Max Reinhardt et sa mise en scène de Faust au festival de Salzbourg. Après l'obtention du diplôme, elle est engagée comme actrice à Ostrava. Pendant la Seconde Guerre mondiale, Marianne Schönauer a une interdiction de travail, car elle est à moitié juive (c'est pourquoi elle ne peut pas réaliser un engagement déjà signé avec le Deutsche Volkstheater). Elle vit de petits boulots et change plusieurs fois de nom pour ne pas être découverte par la Gestapo. Son père juif, Karl Schifferes, violoniste de l'orchestre de la RAVAG, émigre en France puis meurt à Auschwitz.
Après la guerre, elle intègre le Volkstheater, où elle collabore souvent avec Günther Haenel. Elle joue aussi au Raimundtheater (1949), au Salzburger Landestheater (1950) et au Wiener Stadttheater (1951) puis au Theater in der Josefstadt, où (avec des interruptions) elle appartient à l'ensemble jusqu'en 1987. Même pendant les mois d'été, elle joue, par exemple, au Seefestspiele Mörbisch. Pendant les années 1950 et 1960, elle est aussi chanteuse de schlager.
À partir de 1946, Marianne Schönauer est régulièrement devant la caméra. Elle participe à de nombreux longs métrages aux côtés d'acteurs connus tels que Hans Moser, O. W. Fischer, Hans Holt ou Johannes Heesters et à diverses productions télévisées.
En 1987, elle met fin à sa carrière théâtrale et se consacre surtout à l'éducation des jeunes talents, tient des lectures et travaille de plus en plus comme une actrice de télévision.
Marianne Schönauer fait un premier mariage avec Gustav Manker.

## Filmographie sélective
Cinéma
- 1947 : Die Welt dreht sich verkehrt
- 1947 : Visage immortel
- 1948 : Le Procès
- 1948 : An klingenden Ufern (de)
- 1949 : Eroïca
- 1950 : Hochzeit mit Erika
- 1950 : Gruß und Kuß aus der Wachau
- 1951 : Vienne d'autrefois
- 1951 : Das Herz einer Frau
- 1951 : Maria Theresia
- 1952 : Mönche, Mädchen und Panduren
- 1953 : Der Bauernrebell
- 1953 : Une nuit à Venise (de)
- 1953 : Die große Schuld
- 1954 : Im Krug zum grünen Kranze
- 1954 : Wiener Herzen
- 1955 : Bel Ami
- 1955 : Don Juan de Mozart
- 1956 : Klisura
- 1959 : Auf allen Straßen
- 1959 : Meine Tochter Patricia
- 1962 : Tanze mit mir in den Morgen
- 1962 : Vor Jungfrauen wird gewarnt
- 1963 : Interpol contre stupéfiants
- 1964 : Das hab ich von Papa gelernt
- 1965 : La Fontaine aux mille plaisirs
- 1969 : Donnerwetter! Donnerwetter! Bonifatius Kiesewetter

Télévision
- 1966 : Oberinspektor Marek – Tödlicher Unfall (série télévisée)
- 1968 : Wenn die kleinen Veilchen blüh'n
- 1970 : Der Feldherrenhügel
- 1970 : Der Kurier der Kaiserin (de) (série télévisée, 26 épisodes)
- 1971 : Wenn der Vater mit dem Sohne (série télévisée)
- 1973 : Hallo – Hotel Sacher … Portier! (de) (série télévisée, 22 épisodes)
- 1976 : Alle Jahre wieder – Die Familie Semmeling (de) (série télévisée)
- 1980 : Maria Theresia
- 1982 : Mozart (série télévisée de cinq épisodes)
- 1990–1991 : Wie gut, dass es Maria gibt (série télévisée, 11 épisodes)
- 1992 : Donauprinzessin (série télévisée)
- 1996 : Das Traumschiff – Singapur (série télévisée)
- 1996 : Schlosshotel Orth (série télévisée, 12 épisodes)